# 王业 (西晋)
王业（?—?），三国时期曹魏、晋朝大臣。籍贯武陵（治今湖南常德）。

## 生平
高贵乡公曹髦在位时任散骑常侍。曹髦曾召王沈、王经、王业三人商议讨伐司马昭之事，但因王沈与王业告密而败露，曹髦反被杀。晋朝初年升至中护军。泰始七年（271年）三月丙戌，司空、巨鹿公裴秀去世。癸巳，晉武帝以中护军王业为尚书左仆射，高阳王司马珪为尚书右仆射。